# Угроза (шахматы)
Угро́за — нападение на один из объектов позиции неприятеля, создавая реальную опасность для его положения. Обычно угроза предшествует какому-либо действию на доске.

## Виды угроз
Основными видами угроз являются: 
- Тактическая угроза связана с осуществлением тактического приёма.
- Стратегическая угроза определяется планом игры.

В создании стратегической угрозы участвует, как правило, большее число фигур, чем в тактической.
| Тактические | Стратегические |
| --- | --- |
| угроза нападения, угроза двойного нападения, угроза двойного удара, угроза выигрыша пешки или фигуры, угроза мата, угроза превращения пешки в ферзя, угроза задержания проходной пешки, угроза жертвы, угроза размена. | угроза захвата слабого пункта в позиции соперника, угроза стеснения фигур соперника, угроза захвата центра, угроза атаки, угроза захвата линий. |

По скрытности:
- Прямая угроза.
- Скрытая угроза.

Последние, обычно, более опасны, так как их труднее обнаружить.
По опровержимости:
- Опровержимая угроза — есть защита от угрозы.
- Неотвратимая угроза — нет защиты.

## Теоретические положения
Угроза сильнее её исполненияЗигберт Тарраш
Как правило, угрозу следует сохранять и усиливать до тех пор, пока её исполнение не приведёт к немедленной выгоде. Угроза вынуждает соперника заботиться о её предотвращении и держать силы наготове.
Один из наиболее действенных приёмов создания угрозы, как считал ещё Х. Р. Капабланка, — демонстрация активности на одном фланге с целью отвлечения сил на другой фланг и организации там атаки, прежде чем соперник успеет перебросить необходимые для защиты силы.

## Примеры

### Тактическая угроза
|   | a | b | c | d | e | f | g | h |   |
| - | --- | --- | --- | --- | --- | --- | --- | --- | - |
| 8 | g8 чёрный король · c6 чёрная пешка · e6 чёрная пешка · g6 чёрный слон · d5 чёрная пешка · d4 белая пешка · c3 белая пешка · e3 белая пешка · f3 белый конь · g3 белый король | g8 чёрный король · c6 чёрная пешка · e6 чёрная пешка · g6 чёрный слон · d5 чёрная пешка · d4 белая пешка · c3 белая пешка · e3 белая пешка · f3 белый конь · g3 белый король | g8 чёрный король · c6 чёрная пешка · e6 чёрная пешка · g6 чёрный слон · d5 чёрная пешка · d4 белая пешка · c3 белая пешка · e3 белая пешка · f3 белый конь · g3 белый король | g8 чёрный король · c6 чёрная пешка · e6 чёрная пешка · g6 чёрный слон · d5 чёрная пешка · d4 белая пешка · c3 белая пешка · e3 белая пешка · f3 белый конь · g3 белый король | g8 чёрный король · c6 чёрная пешка · e6 чёрная пешка · g6 чёрный слон · d5 чёрная пешка · d4 белая пешка · c3 белая пешка · e3 белая пешка · f3 белый конь · g3 белый король | g8 чёрный король · c6 чёрная пешка · e6 чёрная пешка · g6 чёрный слон · d5 чёрная пешка · d4 белая пешка · c3 белая пешка · e3 белая пешка · f3 белый конь · g3 белый король | g8 чёрный король · c6 чёрная пешка · e6 чёрная пешка · g6 чёрный слон · d5 чёрная пешка · d4 белая пешка · c3 белая пешка · e3 белая пешка · f3 белый конь · g3 белый король | g8 чёрный король · c6 чёрная пешка · e6 чёрная пешка · g6 чёрный слон · d5 чёрная пешка · d4 белая пешка · c3 белая пешка · e3 белая пешка · f3 белый конь · g3 белый король | 8 |
| 7 | g8 чёрный король · c6 чёрная пешка · e6 чёрная пешка · g6 чёрный слон · d5 чёрная пешка · d4 белая пешка · c3 белая пешка · e3 белая пешка · f3 белый конь · g3 белый король | g8 чёрный король · c6 чёрная пешка · e6 чёрная пешка · g6 чёрный слон · d5 чёрная пешка · d4 белая пешка · c3 белая пешка · e3 белая пешка · f3 белый конь · g3 белый король | g8 чёрный король · c6 чёрная пешка · e6 чёрная пешка · g6 чёрный слон · d5 чёрная пешка · d4 белая пешка · c3 белая пешка · e3 белая пешка · f3 белый конь · g3 белый король | g8 чёрный король · c6 чёрная пешка · e6 чёрная пешка · g6 чёрный слон · d5 чёрная пешка · d4 белая пешка · c3 белая пешка · e3 белая пешка · f3 белый конь · g3 белый король | g8 чёрный король · c6 чёрная пешка · e6 чёрная пешка · g6 чёрный слон · d5 чёрная пешка · d4 белая пешка · c3 белая пешка · e3 белая пешка · f3 белый конь · g3 белый король | g8 чёрный король · c6 чёрная пешка · e6 чёрная пешка · g6 чёрный слон · d5 чёрная пешка · d4 белая пешка · c3 белая пешка · e3 белая пешка · f3 белый конь · g3 белый король | g8 чёрный король · c6 чёрная пешка · e6 чёрная пешка · g6 чёрный слон · d5 чёрная пешка · d4 белая пешка · c3 белая пешка · e3 белая пешка · f3 белый конь · g3 белый король | g8 чёрный король · c6 чёрная пешка · e6 чёрная пешка · g6 чёрный слон · d5 чёрная пешка · d4 белая пешка · c3 белая пешка · e3 белая пешка · f3 белый конь · g3 белый король | 7 |
| 6 | g8 чёрный король · c6 чёрная пешка · e6 чёрная пешка · g6 чёрный слон · d5 чёрная пешка · d4 белая пешка · c3 белая пешка · e3 белая пешка · f3 белый конь · g3 белый король | g8 чёрный король · c6 чёрная пешка · e6 чёрная пешка · g6 чёрный слон · d5 чёрная пешка · d4 белая пешка · c3 белая пешка · e3 белая пешка · f3 белый конь · g3 белый король | g8 чёрный король · c6 чёрная пешка · e6 чёрная пешка · g6 чёрный слон · d5 чёрная пешка · d4 белая пешка · c3 белая пешка · e3 белая пешка · f3 белый конь · g3 белый король | g8 чёрный король · c6 чёрная пешка · e6 чёрная пешка · g6 чёрный слон · d5 чёрная пешка · d4 белая пешка · c3 белая пешка · e3 белая пешка · f3 белый конь · g3 белый король | g8 чёрный король · c6 чёрная пешка · e6 чёрная пешка · g6 чёрный слон · d5 чёрная пешка · d4 белая пешка · c3 белая пешка · e3 белая пешка · f3 белый конь · g3 белый король | g8 чёрный король · c6 чёрная пешка · e6 чёрная пешка · g6 чёрный слон · d5 чёрная пешка · d4 белая пешка · c3 белая пешка · e3 белая пешка · f3 белый конь · g3 белый король | g8 чёрный король · c6 чёрная пешка · e6 чёрная пешка · g6 чёрный слон · d5 чёрная пешка · d4 белая пешка · c3 белая пешка · e3 белая пешка · f3 белый конь · g3 белый король | g8 чёрный король · c6 чёрная пешка · e6 чёрная пешка · g6 чёрный слон · d5 чёрная пешка · d4 белая пешка · c3 белая пешка · e3 белая пешка · f3 белый конь · g3 белый король | 6 |
| 5 | g8 чёрный король · c6 чёрная пешка · e6 чёрная пешка · g6 чёрный слон · d5 чёрная пешка · d4 белая пешка · c3 белая пешка · e3 белая пешка · f3 белый конь · g3 белый король | g8 чёрный король · c6 чёрная пешка · e6 чёрная пешка · g6 чёрный слон · d5 чёрная пешка · d4 белая пешка · c3 белая пешка · e3 белая пешка · f3 белый конь · g3 белый король | g8 чёрный король · c6 чёрная пешка · e6 чёрная пешка · g6 чёрный слон · d5 чёрная пешка · d4 белая пешка · c3 белая пешка · e3 белая пешка · f3 белый конь · g3 белый король | g8 чёрный король · c6 чёрная пешка · e6 чёрная пешка · g6 чёрный слон · d5 чёрная пешка · d4 белая пешка · c3 белая пешка · e3 белая пешка · f3 белый конь · g3 белый король | g8 чёрный король · c6 чёрная пешка · e6 чёрная пешка · g6 чёрный слон · d5 чёрная пешка · d4 белая пешка · c3 белая пешка · e3 белая пешка · f3 белый конь · g3 белый король | g8 чёрный король · c6 чёрная пешка · e6 чёрная пешка · g6 чёрный слон · d5 чёрная пешка · d4 белая пешка · c3 белая пешка · e3 белая пешка · f3 белый конь · g3 белый король | g8 чёрный король · c6 чёрная пешка · e6 чёрная пешка · g6 чёрный слон · d5 чёрная пешка · d4 белая пешка · c3 белая пешка · e3 белая пешка · f3 белый конь · g3 белый король | g8 чёрный король · c6 чёрная пешка · e6 чёрная пешка · g6 чёрный слон · d5 чёрная пешка · d4 белая пешка · c3 белая пешка · e3 белая пешка · f3 белый конь · g3 белый король | 5 |
| 4 | g8 чёрный король · c6 чёрная пешка · e6 чёрная пешка · g6 чёрный слон · d5 чёрная пешка · d4 белая пешка · c3 белая пешка · e3 белая пешка · f3 белый конь · g3 белый король | g8 чёрный король · c6 чёрная пешка · e6 чёрная пешка · g6 чёрный слон · d5 чёрная пешка · d4 белая пешка · c3 белая пешка · e3 белая пешка · f3 белый конь · g3 белый король | g8 чёрный король · c6 чёрная пешка · e6 чёрная пешка · g6 чёрный слон · d5 чёрная пешка · d4 белая пешка · c3 белая пешка · e3 белая пешка · f3 белый конь · g3 белый король | g8 чёрный король · c6 чёрная пешка · e6 чёрная пешка · g6 чёрный слон · d5 чёрная пешка · d4 белая пешка · c3 белая пешка · e3 белая пешка · f3 белый конь · g3 белый король | g8 чёрный король · c6 чёрная пешка · e6 чёрная пешка · g6 чёрный слон · d5 чёрная пешка · d4 белая пешка · c3 белая пешка · e3 белая пешка · f3 белый конь · g3 белый король | g8 чёрный король · c6 чёрная пешка · e6 чёрная пешка · g6 чёрный слон · d5 чёрная пешка · d4 белая пешка · c3 белая пешка · e3 белая пешка · f3 белый конь · g3 белый король | g8 чёрный король · c6 чёрная пешка · e6 чёрная пешка · g6 чёрный слон · d5 чёрная пешка · d4 белая пешка · c3 белая пешка · e3 белая пешка · f3 белый конь · g3 белый король | g8 чёрный король · c6 чёрная пешка · e6 чёрная пешка · g6 чёрный слон · d5 чёрная пешка · d4 белая пешка · c3 белая пешка · e3 белая пешка · f3 белый конь · g3 белый король | 4 |
| 3 | g8 чёрный король · c6 чёрная пешка · e6 чёрная пешка · g6 чёрный слон · d5 чёрная пешка · d4 белая пешка · c3 белая пешка · e3 белая пешка · f3 белый конь · g3 белый король | g8 чёрный король · c6 чёрная пешка · e6 чёрная пешка · g6 чёрный слон · d5 чёрная пешка · d4 белая пешка · c3 белая пешка · e3 белая пешка · f3 белый конь · g3 белый король | g8 чёрный король · c6 чёрная пешка · e6 чёрная пешка · g6 чёрный слон · d5 чёрная пешка · d4 белая пешка · c3 белая пешка · e3 белая пешка · f3 белый конь · g3 белый король | g8 чёрный король · c6 чёрная пешка · e6 чёрная пешка · g6 чёрный слон · d5 чёрная пешка · d4 белая пешка · c3 белая пешка · e3 белая пешка · f3 белый конь · g3 белый король | g8 чёрный король · c6 чёрная пешка · e6 чёрная пешка · g6 чёрный слон · d5 чёрная пешка · d4 белая пешка · c3 белая пешка · e3 белая пешка · f3 белый конь · g3 белый король | g8 чёрный король · c6 чёрная пешка · e6 чёрная пешка · g6 чёрный слон · d5 чёрная пешка · d4 белая пешка · c3 белая пешка · e3 белая пешка · f3 белый конь · g3 белый король | g8 чёрный король · c6 чёрная пешка · e6 чёрная пешка · g6 чёрный слон · d5 чёрная пешка · d4 белая пешка · c3 белая пешка · e3 белая пешка · f3 белый конь · g3 белый король | g8 чёрный король · c6 чёрная пешка · e6 чёрная пешка · g6 чёрный слон · d5 чёрная пешка · d4 белая пешка · c3 белая пешка · e3 белая пешка · f3 белый конь · g3 белый король | 3 |
| 2 | g8 чёрный король · c6 чёрная пешка · e6 чёрная пешка · g6 чёрный слон · d5 чёрная пешка · d4 белая пешка · c3 белая пешка · e3 белая пешка · f3 белый конь · g3 белый король | g8 чёрный король · c6 чёрная пешка · e6 чёрная пешка · g6 чёрный слон · d5 чёрная пешка · d4 белая пешка · c3 белая пешка · e3 белая пешка · f3 белый конь · g3 белый король | g8 чёрный король · c6 чёрная пешка · e6 чёрная пешка · g6 чёрный слон · d5 чёрная пешка · d4 белая пешка · c3 белая пешка · e3 белая пешка · f3 белый конь · g3 белый король | g8 чёрный король · c6 чёрная пешка · e6 чёрная пешка · g6 чёрный слон · d5 чёрная пешка · d4 белая пешка · c3 белая пешка · e3 белая пешка · f3 белый конь · g3 белый король | g8 чёрный король · c6 чёрная пешка · e6 чёрная пешка · g6 чёрный слон · d5 чёрная пешка · d4 белая пешка · c3 белая пешка · e3 белая пешка · f3 белый конь · g3 белый король | g8 чёрный король · c6 чёрная пешка · e6 чёрная пешка · g6 чёрный слон · d5 чёрная пешка · d4 белая пешка · c3 белая пешка · e3 белая пешка · f3 белый конь · g3 белый король | g8 чёрный король · c6 чёрная пешка · e6 чёрная пешка · g6 чёрный слон · d5 чёрная пешка · d4 белая пешка · c3 белая пешка · e3 белая пешка · f3 белый конь · g3 белый король | g8 чёрный король · c6 чёрная пешка · e6 чёрная пешка · g6 чёрный слон · d5 чёрная пешка · d4 белая пешка · c3 белая пешка · e3 белая пешка · f3 белый конь · g3 белый король | 2 |
| 1 | g8 чёрный король · c6 чёрная пешка · e6 чёрная пешка · g6 чёрный слон · d5 чёрная пешка · d4 белая пешка · c3 белая пешка · e3 белая пешка · f3 белый конь · g3 белый король | g8 чёрный король · c6 чёрная пешка · e6 чёрная пешка · g6 чёрный слон · d5 чёрная пешка · d4 белая пешка · c3 белая пешка · e3 белая пешка · f3 белый конь · g3 белый король | g8 чёрный король · c6 чёрная пешка · e6 чёрная пешка · g6 чёрный слон · d5 чёрная пешка · d4 белая пешка · c3 белая пешка · e3 белая пешка · f3 белый конь · g3 белый король | g8 чёрный король · c6 чёрная пешка · e6 чёрная пешка · g6 чёрный слон · d5 чёрная пешка · d4 белая пешка · c3 белая пешка · e3 белая пешка · f3 белый конь · g3 белый король | g8 чёрный король · c6 чёрная пешка · e6 чёрная пешка · g6 чёрный слон · d5 чёрная пешка · d4 белая пешка · c3 белая пешка · e3 белая пешка · f3 белый конь · g3 белый король | g8 чёрный король · c6 чёрная пешка · e6 чёрная пешка · g6 чёрный слон · d5 чёрная пешка · d4 белая пешка · c3 белая пешка · e3 белая пешка · f3 белый конь · g3 белый король | g8 чёрный король · c6 чёрная пешка · e6 чёрная пешка · g6 чёрный слон · d5 чёрная пешка · d4 белая пешка · c3 белая пешка · e3 белая пешка · f3 белый конь · g3 белый король | g8 чёрный король · c6 чёрная пешка · e6 чёрная пешка · g6 чёрный слон · d5 чёрная пешка · d4 белая пешка · c3 белая пешка · e3 белая пешка · f3 белый конь · g3 белый король | 1 |
|   | a | b | c | d | e | f | g | h |   |

Пример успешного отражения угрозы представлен на диаграмме.
 1. Ке5
Белые делают вилку: одновременно создают угрозу взятия чёрного слона и пешки с6.
 1... Се8!
Чёрные уводят слона из-под удара и отражают угрозу взятия пешки с6.

### Стратегическая угроза
|   | a | b | c | d | e | f | g | h |   |
| - | --- | --- | --- | --- | --- | --- | --- | --- | - |
| 8 | c8 чёрная ладья · g8 чёрный король · f7 чёрная пешка · g7 чёрная пешка · a6 чёрный ферзь · d6 чёрная пешка · h6 чёрная пешка · b5 чёрная пешка · d5 белый ферзь · e5 чёрная пешка · f5 белая пешка · g5 чёрный слон · a4 чёрная ладья · e4 белая пешка · b3 белый конь · c3 белая пешка · h3 белая пешка · b2 белая пешка · g2 белая пешка · h2 белый король · a1 белая ладья · e1 белая ладья | c8 чёрная ладья · g8 чёрный король · f7 чёрная пешка · g7 чёрная пешка · a6 чёрный ферзь · d6 чёрная пешка · h6 чёрная пешка · b5 чёрная пешка · d5 белый ферзь · e5 чёрная пешка · f5 белая пешка · g5 чёрный слон · a4 чёрная ладья · e4 белая пешка · b3 белый конь · c3 белая пешка · h3 белая пешка · b2 белая пешка · g2 белая пешка · h2 белый король · a1 белая ладья · e1 белая ладья | c8 чёрная ладья · g8 чёрный король · f7 чёрная пешка · g7 чёрная пешка · a6 чёрный ферзь · d6 чёрная пешка · h6 чёрная пешка · b5 чёрная пешка · d5 белый ферзь · e5 чёрная пешка · f5 белая пешка · g5 чёрный слон · a4 чёрная ладья · e4 белая пешка · b3 белый конь · c3 белая пешка · h3 белая пешка · b2 белая пешка · g2 белая пешка · h2 белый король · a1 белая ладья · e1 белая ладья | c8 чёрная ладья · g8 чёрный король · f7 чёрная пешка · g7 чёрная пешка · a6 чёрный ферзь · d6 чёрная пешка · h6 чёрная пешка · b5 чёрная пешка · d5 белый ферзь · e5 чёрная пешка · f5 белая пешка · g5 чёрный слон · a4 чёрная ладья · e4 белая пешка · b3 белый конь · c3 белая пешка · h3 белая пешка · b2 белая пешка · g2 белая пешка · h2 белый король · a1 белая ладья · e1 белая ладья | c8 чёрная ладья · g8 чёрный король · f7 чёрная пешка · g7 чёрная пешка · a6 чёрный ферзь · d6 чёрная пешка · h6 чёрная пешка · b5 чёрная пешка · d5 белый ферзь · e5 чёрная пешка · f5 белая пешка · g5 чёрный слон · a4 чёрная ладья · e4 белая пешка · b3 белый конь · c3 белая пешка · h3 белая пешка · b2 белая пешка · g2 белая пешка · h2 белый король · a1 белая ладья · e1 белая ладья | c8 чёрная ладья · g8 чёрный король · f7 чёрная пешка · g7 чёрная пешка · a6 чёрный ферзь · d6 чёрная пешка · h6 чёрная пешка · b5 чёрная пешка · d5 белый ферзь · e5 чёрная пешка · f5 белая пешка · g5 чёрный слон · a4 чёрная ладья · e4 белая пешка · b3 белый конь · c3 белая пешка · h3 белая пешка · b2 белая пешка · g2 белая пешка · h2 белый король · a1 белая ладья · e1 белая ладья | c8 чёрная ладья · g8 чёрный король · f7 чёрная пешка · g7 чёрная пешка · a6 чёрный ферзь · d6 чёрная пешка · h6 чёрная пешка · b5 чёрная пешка · d5 белый ферзь · e5 чёрная пешка · f5 белая пешка · g5 чёрный слон · a4 чёрная ладья · e4 белая пешка · b3 белый конь · c3 белая пешка · h3 белая пешка · b2 белая пешка · g2 белая пешка · h2 белый король · a1 белая ладья · e1 белая ладья | c8 чёрная ладья · g8 чёрный король · f7 чёрная пешка · g7 чёрная пешка · a6 чёрный ферзь · d6 чёрная пешка · h6 чёрная пешка · b5 чёрная пешка · d5 белый ферзь · e5 чёрная пешка · f5 белая пешка · g5 чёрный слон · a4 чёрная ладья · e4 белая пешка · b3 белый конь · c3 белая пешка · h3 белая пешка · b2 белая пешка · g2 белая пешка · h2 белый король · a1 белая ладья · e1 белая ладья | 8 |
| 7 | c8 чёрная ладья · g8 чёрный король · f7 чёрная пешка · g7 чёрная пешка · a6 чёрный ферзь · d6 чёрная пешка · h6 чёрная пешка · b5 чёрная пешка · d5 белый ферзь · e5 чёрная пешка · f5 белая пешка · g5 чёрный слон · a4 чёрная ладья · e4 белая пешка · b3 белый конь · c3 белая пешка · h3 белая пешка · b2 белая пешка · g2 белая пешка · h2 белый король · a1 белая ладья · e1 белая ладья | c8 чёрная ладья · g8 чёрный король · f7 чёрная пешка · g7 чёрная пешка · a6 чёрный ферзь · d6 чёрная пешка · h6 чёрная пешка · b5 чёрная пешка · d5 белый ферзь · e5 чёрная пешка · f5 белая пешка · g5 чёрный слон · a4 чёрная ладья · e4 белая пешка · b3 белый конь · c3 белая пешка · h3 белая пешка · b2 белая пешка · g2 белая пешка · h2 белый король · a1 белая ладья · e1 белая ладья | c8 чёрная ладья · g8 чёрный король · f7 чёрная пешка · g7 чёрная пешка · a6 чёрный ферзь · d6 чёрная пешка · h6 чёрная пешка · b5 чёрная пешка · d5 белый ферзь · e5 чёрная пешка · f5 белая пешка · g5 чёрный слон · a4 чёрная ладья · e4 белая пешка · b3 белый конь · c3 белая пешка · h3 белая пешка · b2 белая пешка · g2 белая пешка · h2 белый король · a1 белая ладья · e1 белая ладья | c8 чёрная ладья · g8 чёрный король · f7 чёрная пешка · g7 чёрная пешка · a6 чёрный ферзь · d6 чёрная пешка · h6 чёрная пешка · b5 чёрная пешка · d5 белый ферзь · e5 чёрная пешка · f5 белая пешка · g5 чёрный слон · a4 чёрная ладья · e4 белая пешка · b3 белый конь · c3 белая пешка · h3 белая пешка · b2 белая пешка · g2 белая пешка · h2 белый король · a1 белая ладья · e1 белая ладья | c8 чёрная ладья · g8 чёрный король · f7 чёрная пешка · g7 чёрная пешка · a6 чёрный ферзь · d6 чёрная пешка · h6 чёрная пешка · b5 чёрная пешка · d5 белый ферзь · e5 чёрная пешка · f5 белая пешка · g5 чёрный слон · a4 чёрная ладья · e4 белая пешка · b3 белый конь · c3 белая пешка · h3 белая пешка · b2 белая пешка · g2 белая пешка · h2 белый король · a1 белая ладья · e1 белая ладья | c8 чёрная ладья · g8 чёрный король · f7 чёрная пешка · g7 чёрная пешка · a6 чёрный ферзь · d6 чёрная пешка · h6 чёрная пешка · b5 чёрная пешка · d5 белый ферзь · e5 чёрная пешка · f5 белая пешка · g5 чёрный слон · a4 чёрная ладья · e4 белая пешка · b3 белый конь · c3 белая пешка · h3 белая пешка · b2 белая пешка · g2 белая пешка · h2 белый король · a1 белая ладья · e1 белая ладья | c8 чёрная ладья · g8 чёрный король · f7 чёрная пешка · g7 чёрная пешка · a6 чёрный ферзь · d6 чёрная пешка · h6 чёрная пешка · b5 чёрная пешка · d5 белый ферзь · e5 чёрная пешка · f5 белая пешка · g5 чёрный слон · a4 чёрная ладья · e4 белая пешка · b3 белый конь · c3 белая пешка · h3 белая пешка · b2 белая пешка · g2 белая пешка · h2 белый король · a1 белая ладья · e1 белая ладья | c8 чёрная ладья · g8 чёрный король · f7 чёрная пешка · g7 чёрная пешка · a6 чёрный ферзь · d6 чёрная пешка · h6 чёрная пешка · b5 чёрная пешка · d5 белый ферзь · e5 чёрная пешка · f5 белая пешка · g5 чёрный слон · a4 чёрная ладья · e4 белая пешка · b3 белый конь · c3 белая пешка · h3 белая пешка · b2 белая пешка · g2 белая пешка · h2 белый король · a1 белая ладья · e1 белая ладья | 7 |
| 6 | c8 чёрная ладья · g8 чёрный король · f7 чёрная пешка · g7 чёрная пешка · a6 чёрный ферзь · d6 чёрная пешка · h6 чёрная пешка · b5 чёрная пешка · d5 белый ферзь · e5 чёрная пешка · f5 белая пешка · g5 чёрный слон · a4 чёрная ладья · e4 белая пешка · b3 белый конь · c3 белая пешка · h3 белая пешка · b2 белая пешка · g2 белая пешка · h2 белый король · a1 белая ладья · e1 белая ладья | c8 чёрная ладья · g8 чёрный король · f7 чёрная пешка · g7 чёрная пешка · a6 чёрный ферзь · d6 чёрная пешка · h6 чёрная пешка · b5 чёрная пешка · d5 белый ферзь · e5 чёрная пешка · f5 белая пешка · g5 чёрный слон · a4 чёрная ладья · e4 белая пешка · b3 белый конь · c3 белая пешка · h3 белая пешка · b2 белая пешка · g2 белая пешка · h2 белый король · a1 белая ладья · e1 белая ладья | c8 чёрная ладья · g8 чёрный король · f7 чёрная пешка · g7 чёрная пешка · a6 чёрный ферзь · d6 чёрная пешка · h6 чёрная пешка · b5 чёрная пешка · d5 белый ферзь · e5 чёрная пешка · f5 белая пешка · g5 чёрный слон · a4 чёрная ладья · e4 белая пешка · b3 белый конь · c3 белая пешка · h3 белая пешка · b2 белая пешка · g2 белая пешка · h2 белый король · a1 белая ладья · e1 белая ладья | c8 чёрная ладья · g8 чёрный король · f7 чёрная пешка · g7 чёрная пешка · a6 чёрный ферзь · d6 чёрная пешка · h6 чёрная пешка · b5 чёрная пешка · d5 белый ферзь · e5 чёрная пешка · f5 белая пешка · g5 чёрный слон · a4 чёрная ладья · e4 белая пешка · b3 белый конь · c3 белая пешка · h3 белая пешка · b2 белая пешка · g2 белая пешка · h2 белый король · a1 белая ладья · e1 белая ладья | c8 чёрная ладья · g8 чёрный король · f7 чёрная пешка · g7 чёрная пешка · a6 чёрный ферзь · d6 чёрная пешка · h6 чёрная пешка · b5 чёрная пешка · d5 белый ферзь · e5 чёрная пешка · f5 белая пешка · g5 чёрный слон · a4 чёрная ладья · e4 белая пешка · b3 белый конь · c3 белая пешка · h3 белая пешка · b2 белая пешка · g2 белая пешка · h2 белый король · a1 белая ладья · e1 белая ладья | c8 чёрная ладья · g8 чёрный король · f7 чёрная пешка · g7 чёрная пешка · a6 чёрный ферзь · d6 чёрная пешка · h6 чёрная пешка · b5 чёрная пешка · d5 белый ферзь · e5 чёрная пешка · f5 белая пешка · g5 чёрный слон · a4 чёрная ладья · e4 белая пешка · b3 белый конь · c3 белая пешка · h3 белая пешка · b2 белая пешка · g2 белая пешка · h2 белый король · a1 белая ладья · e1 белая ладья | c8 чёрная ладья · g8 чёрный король · f7 чёрная пешка · g7 чёрная пешка · a6 чёрный ферзь · d6 чёрная пешка · h6 чёрная пешка · b5 чёрная пешка · d5 белый ферзь · e5 чёрная пешка · f5 белая пешка · g5 чёрный слон · a4 чёрная ладья · e4 белая пешка · b3 белый конь · c3 белая пешка · h3 белая пешка · b2 белая пешка · g2 белая пешка · h2 белый король · a1 белая ладья · e1 белая ладья | c8 чёрная ладья · g8 чёрный король · f7 чёрная пешка · g7 чёрная пешка · a6 чёрный ферзь · d6 чёрная пешка · h6 чёрная пешка · b5 чёрная пешка · d5 белый ферзь · e5 чёрная пешка · f5 белая пешка · g5 чёрный слон · a4 чёрная ладья · e4 белая пешка · b3 белый конь · c3 белая пешка · h3 белая пешка · b2 белая пешка · g2 белая пешка · h2 белый король · a1 белая ладья · e1 белая ладья | 6 |
| 5 | c8 чёрная ладья · g8 чёрный король · f7 чёрная пешка · g7 чёрная пешка · a6 чёрный ферзь · d6 чёрная пешка · h6 чёрная пешка · b5 чёрная пешка · d5 белый ферзь · e5 чёрная пешка · f5 белая пешка · g5 чёрный слон · a4 чёрная ладья · e4 белая пешка · b3 белый конь · c3 белая пешка · h3 белая пешка · b2 белая пешка · g2 белая пешка · h2 белый король · a1 белая ладья · e1 белая ладья | c8 чёрная ладья · g8 чёрный король · f7 чёрная пешка · g7 чёрная пешка · a6 чёрный ферзь · d6 чёрная пешка · h6 чёрная пешка · b5 чёрная пешка · d5 белый ферзь · e5 чёрная пешка · f5 белая пешка · g5 чёрный слон · a4 чёрная ладья · e4 белая пешка · b3 белый конь · c3 белая пешка · h3 белая пешка · b2 белая пешка · g2 белая пешка · h2 белый король · a1 белая ладья · e1 белая ладья | c8 чёрная ладья · g8 чёрный король · f7 чёрная пешка · g7 чёрная пешка · a6 чёрный ферзь · d6 чёрная пешка · h6 чёрная пешка · b5 чёрная пешка · d5 белый ферзь · e5 чёрная пешка · f5 белая пешка · g5 чёрный слон · a4 чёрная ладья · e4 белая пешка · b3 белый конь · c3 белая пешка · h3 белая пешка · b2 белая пешка · g2 белая пешка · h2 белый король · a1 белая ладья · e1 белая ладья | c8 чёрная ладья · g8 чёрный король · f7 чёрная пешка · g7 чёрная пешка · a6 чёрный ферзь · d6 чёрная пешка · h6 чёрная пешка · b5 чёрная пешка · d5 белый ферзь · e5 чёрная пешка · f5 белая пешка · g5 чёрный слон · a4 чёрная ладья · e4 белая пешка · b3 белый конь · c3 белая пешка · h3 белая пешка · b2 белая пешка · g2 белая пешка · h2 белый король · a1 белая ладья · e1 белая ладья | c8 чёрная ладья · g8 чёрный король · f7 чёрная пешка · g7 чёрная пешка · a6 чёрный ферзь · d6 чёрная пешка · h6 чёрная пешка · b5 чёрная пешка · d5 белый ферзь · e5 чёрная пешка · f5 белая пешка · g5 чёрный слон · a4 чёрная ладья · e4 белая пешка · b3 белый конь · c3 белая пешка · h3 белая пешка · b2 белая пешка · g2 белая пешка · h2 белый король · a1 белая ладья · e1 белая ладья | c8 чёрная ладья · g8 чёрный король · f7 чёрная пешка · g7 чёрная пешка · a6 чёрный ферзь · d6 чёрная пешка · h6 чёрная пешка · b5 чёрная пешка · d5 белый ферзь · e5 чёрная пешка · f5 белая пешка · g5 чёрный слон · a4 чёрная ладья · e4 белая пешка · b3 белый конь · c3 белая пешка · h3 белая пешка · b2 белая пешка · g2 белая пешка · h2 белый король · a1 белая ладья · e1 белая ладья | c8 чёрная ладья · g8 чёрный король · f7 чёрная пешка · g7 чёрная пешка · a6 чёрный ферзь · d6 чёрная пешка · h6 чёрная пешка · b5 чёрная пешка · d5 белый ферзь · e5 чёрная пешка · f5 белая пешка · g5 чёрный слон · a4 чёрная ладья · e4 белая пешка · b3 белый конь · c3 белая пешка · h3 белая пешка · b2 белая пешка · g2 белая пешка · h2 белый король · a1 белая ладья · e1 белая ладья | c8 чёрная ладья · g8 чёрный король · f7 чёрная пешка · g7 чёрная пешка · a6 чёрный ферзь · d6 чёрная пешка · h6 чёрная пешка · b5 чёрная пешка · d5 белый ферзь · e5 чёрная пешка · f5 белая пешка · g5 чёрный слон · a4 чёрная ладья · e4 белая пешка · b3 белый конь · c3 белая пешка · h3 белая пешка · b2 белая пешка · g2 белая пешка · h2 белый король · a1 белая ладья · e1 белая ладья | 5 |
| 4 | c8 чёрная ладья · g8 чёрный король · f7 чёрная пешка · g7 чёрная пешка · a6 чёрный ферзь · d6 чёрная пешка · h6 чёрная пешка · b5 чёрная пешка · d5 белый ферзь · e5 чёрная пешка · f5 белая пешка · g5 чёрный слон · a4 чёрная ладья · e4 белая пешка · b3 белый конь · c3 белая пешка · h3 белая пешка · b2 белая пешка · g2 белая пешка · h2 белый король · a1 белая ладья · e1 белая ладья | c8 чёрная ладья · g8 чёрный король · f7 чёрная пешка · g7 чёрная пешка · a6 чёрный ферзь · d6 чёрная пешка · h6 чёрная пешка · b5 чёрная пешка · d5 белый ферзь · e5 чёрная пешка · f5 белая пешка · g5 чёрный слон · a4 чёрная ладья · e4 белая пешка · b3 белый конь · c3 белая пешка · h3 белая пешка · b2 белая пешка · g2 белая пешка · h2 белый король · a1 белая ладья · e1 белая ладья | c8 чёрная ладья · g8 чёрный король · f7 чёрная пешка · g7 чёрная пешка · a6 чёрный ферзь · d6 чёрная пешка · h6 чёрная пешка · b5 чёрная пешка · d5 белый ферзь · e5 чёрная пешка · f5 белая пешка · g5 чёрный слон · a4 чёрная ладья · e4 белая пешка · b3 белый конь · c3 белая пешка · h3 белая пешка · b2 белая пешка · g2 белая пешка · h2 белый король · a1 белая ладья · e1 белая ладья | c8 чёрная ладья · g8 чёрный король · f7 чёрная пешка · g7 чёрная пешка · a6 чёрный ферзь · d6 чёрная пешка · h6 чёрная пешка · b5 чёрная пешка · d5 белый ферзь · e5 чёрная пешка · f5 белая пешка · g5 чёрный слон · a4 чёрная ладья · e4 белая пешка · b3 белый конь · c3 белая пешка · h3 белая пешка · b2 белая пешка · g2 белая пешка · h2 белый король · a1 белая ладья · e1 белая ладья | c8 чёрная ладья · g8 чёрный король · f7 чёрная пешка · g7 чёрная пешка · a6 чёрный ферзь · d6 чёрная пешка · h6 чёрная пешка · b5 чёрная пешка · d5 белый ферзь · e5 чёрная пешка · f5 белая пешка · g5 чёрный слон · a4 чёрная ладья · e4 белая пешка · b3 белый конь · c3 белая пешка · h3 белая пешка · b2 белая пешка · g2 белая пешка · h2 белый король · a1 белая ладья · e1 белая ладья | c8 чёрная ладья · g8 чёрный король · f7 чёрная пешка · g7 чёрная пешка · a6 чёрный ферзь · d6 чёрная пешка · h6 чёрная пешка · b5 чёрная пешка · d5 белый ферзь · e5 чёрная пешка · f5 белая пешка · g5 чёрный слон · a4 чёрная ладья · e4 белая пешка · b3 белый конь · c3 белая пешка · h3 белая пешка · b2 белая пешка · g2 белая пешка · h2 белый король · a1 белая ладья · e1 белая ладья | c8 чёрная ладья · g8 чёрный король · f7 чёрная пешка · g7 чёрная пешка · a6 чёрный ферзь · d6 чёрная пешка · h6 чёрная пешка · b5 чёрная пешка · d5 белый ферзь · e5 чёрная пешка · f5 белая пешка · g5 чёрный слон · a4 чёрная ладья · e4 белая пешка · b3 белый конь · c3 белая пешка · h3 белая пешка · b2 белая пешка · g2 белая пешка · h2 белый король · a1 белая ладья · e1 белая ладья | c8 чёрная ладья · g8 чёрный король · f7 чёрная пешка · g7 чёрная пешка · a6 чёрный ферзь · d6 чёрная пешка · h6 чёрная пешка · b5 чёрная пешка · d5 белый ферзь · e5 чёрная пешка · f5 белая пешка · g5 чёрный слон · a4 чёрная ладья · e4 белая пешка · b3 белый конь · c3 белая пешка · h3 белая пешка · b2 белая пешка · g2 белая пешка · h2 белый король · a1 белая ладья · e1 белая ладья | 4 |
| 3 | c8 чёрная ладья · g8 чёрный король · f7 чёрная пешка · g7 чёрная пешка · a6 чёрный ферзь · d6 чёрная пешка · h6 чёрная пешка · b5 чёрная пешка · d5 белый ферзь · e5 чёрная пешка · f5 белая пешка · g5 чёрный слон · a4 чёрная ладья · e4 белая пешка · b3 белый конь · c3 белая пешка · h3 белая пешка · b2 белая пешка · g2 белая пешка · h2 белый король · a1 белая ладья · e1 белая ладья | c8 чёрная ладья · g8 чёрный король · f7 чёрная пешка · g7 чёрная пешка · a6 чёрный ферзь · d6 чёрная пешка · h6 чёрная пешка · b5 чёрная пешка · d5 белый ферзь · e5 чёрная пешка · f5 белая пешка · g5 чёрный слон · a4 чёрная ладья · e4 белая пешка · b3 белый конь · c3 белая пешка · h3 белая пешка · b2 белая пешка · g2 белая пешка · h2 белый король · a1 белая ладья · e1 белая ладья | c8 чёрная ладья · g8 чёрный король · f7 чёрная пешка · g7 чёрная пешка · a6 чёрный ферзь · d6 чёрная пешка · h6 чёрная пешка · b5 чёрная пешка · d5 белый ферзь · e5 чёрная пешка · f5 белая пешка · g5 чёрный слон · a4 чёрная ладья · e4 белая пешка · b3 белый конь · c3 белая пешка · h3 белая пешка · b2 белая пешка · g2 белая пешка · h2 белый король · a1 белая ладья · e1 белая ладья | c8 чёрная ладья · g8 чёрный король · f7 чёрная пешка · g7 чёрная пешка · a6 чёрный ферзь · d6 чёрная пешка · h6 чёрная пешка · b5 чёрная пешка · d5 белый ферзь · e5 чёрная пешка · f5 белая пешка · g5 чёрный слон · a4 чёрная ладья · e4 белая пешка · b3 белый конь · c3 белая пешка · h3 белая пешка · b2 белая пешка · g2 белая пешка · h2 белый король · a1 белая ладья · e1 белая ладья | c8 чёрная ладья · g8 чёрный король · f7 чёрная пешка · g7 чёрная пешка · a6 чёрный ферзь · d6 чёрная пешка · h6 чёрная пешка · b5 чёрная пешка · d5 белый ферзь · e5 чёрная пешка · f5 белая пешка · g5 чёрный слон · a4 чёрная ладья · e4 белая пешка · b3 белый конь · c3 белая пешка · h3 белая пешка · b2 белая пешка · g2 белая пешка · h2 белый король · a1 белая ладья · e1 белая ладья | c8 чёрная ладья · g8 чёрный король · f7 чёрная пешка · g7 чёрная пешка · a6 чёрный ферзь · d6 чёрная пешка · h6 чёрная пешка · b5 чёрная пешка · d5 белый ферзь · e5 чёрная пешка · f5 белая пешка · g5 чёрный слон · a4 чёрная ладья · e4 белая пешка · b3 белый конь · c3 белая пешка · h3 белая пешка · b2 белая пешка · g2 белая пешка · h2 белый король · a1 белая ладья · e1 белая ладья | c8 чёрная ладья · g8 чёрный король · f7 чёрная пешка · g7 чёрная пешка · a6 чёрный ферзь · d6 чёрная пешка · h6 чёрная пешка · b5 чёрная пешка · d5 белый ферзь · e5 чёрная пешка · f5 белая пешка · g5 чёрный слон · a4 чёрная ладья · e4 белая пешка · b3 белый конь · c3 белая пешка · h3 белая пешка · b2 белая пешка · g2 белая пешка · h2 белый король · a1 белая ладья · e1 белая ладья | c8 чёрная ладья · g8 чёрный король · f7 чёрная пешка · g7 чёрная пешка · a6 чёрный ферзь · d6 чёрная пешка · h6 чёрная пешка · b5 чёрная пешка · d5 белый ферзь · e5 чёрная пешка · f5 белая пешка · g5 чёрный слон · a4 чёрная ладья · e4 белая пешка · b3 белый конь · c3 белая пешка · h3 белая пешка · b2 белая пешка · g2 белая пешка · h2 белый король · a1 белая ладья · e1 белая ладья | 3 |
| 2 | c8 чёрная ладья · g8 чёрный король · f7 чёрная пешка · g7 чёрная пешка · a6 чёрный ферзь · d6 чёрная пешка · h6 чёрная пешка · b5 чёрная пешка · d5 белый ферзь · e5 чёрная пешка · f5 белая пешка · g5 чёрный слон · a4 чёрная ладья · e4 белая пешка · b3 белый конь · c3 белая пешка · h3 белая пешка · b2 белая пешка · g2 белая пешка · h2 белый король · a1 белая ладья · e1 белая ладья | c8 чёрная ладья · g8 чёрный король · f7 чёрная пешка · g7 чёрная пешка · a6 чёрный ферзь · d6 чёрная пешка · h6 чёрная пешка · b5 чёрная пешка · d5 белый ферзь · e5 чёрная пешка · f5 белая пешка · g5 чёрный слон · a4 чёрная ладья · e4 белая пешка · b3 белый конь · c3 белая пешка · h3 белая пешка · b2 белая пешка · g2 белая пешка · h2 белый король · a1 белая ладья · e1 белая ладья | c8 чёрная ладья · g8 чёрный король · f7 чёрная пешка · g7 чёрная пешка · a6 чёрный ферзь · d6 чёрная пешка · h6 чёрная пешка · b5 чёрная пешка · d5 белый ферзь · e5 чёрная пешка · f5 белая пешка · g5 чёрный слон · a4 чёрная ладья · e4 белая пешка · b3 белый конь · c3 белая пешка · h3 белая пешка · b2 белая пешка · g2 белая пешка · h2 белый король · a1 белая ладья · e1 белая ладья | c8 чёрная ладья · g8 чёрный король · f7 чёрная пешка · g7 чёрная пешка · a6 чёрный ферзь · d6 чёрная пешка · h6 чёрная пешка · b5 чёрная пешка · d5 белый ферзь · e5 чёрная пешка · f5 белая пешка · g5 чёрный слон · a4 чёрная ладья · e4 белая пешка · b3 белый конь · c3 белая пешка · h3 белая пешка · b2 белая пешка · g2 белая пешка · h2 белый король · a1 белая ладья · e1 белая ладья | c8 чёрная ладья · g8 чёрный король · f7 чёрная пешка · g7 чёрная пешка · a6 чёрный ферзь · d6 чёрная пешка · h6 чёрная пешка · b5 чёрная пешка · d5 белый ферзь · e5 чёрная пешка · f5 белая пешка · g5 чёрный слон · a4 чёрная ладья · e4 белая пешка · b3 белый конь · c3 белая пешка · h3 белая пешка · b2 белая пешка · g2 белая пешка · h2 белый король · a1 белая ладья · e1 белая ладья | c8 чёрная ладья · g8 чёрный король · f7 чёрная пешка · g7 чёрная пешка · a6 чёрный ферзь · d6 чёрная пешка · h6 чёрная пешка · b5 чёрная пешка · d5 белый ферзь · e5 чёрная пешка · f5 белая пешка · g5 чёрный слон · a4 чёрная ладья · e4 белая пешка · b3 белый конь · c3 белая пешка · h3 белая пешка · b2 белая пешка · g2 белая пешка · h2 белый король · a1 белая ладья · e1 белая ладья | c8 чёрная ладья · g8 чёрный король · f7 чёрная пешка · g7 чёрная пешка · a6 чёрный ферзь · d6 чёрная пешка · h6 чёрная пешка · b5 чёрная пешка · d5 белый ферзь · e5 чёрная пешка · f5 белая пешка · g5 чёрный слон · a4 чёрная ладья · e4 белая пешка · b3 белый конь · c3 белая пешка · h3 белая пешка · b2 белая пешка · g2 белая пешка · h2 белый король · a1 белая ладья · e1 белая ладья | c8 чёрная ладья · g8 чёрный король · f7 чёрная пешка · g7 чёрная пешка · a6 чёрный ферзь · d6 чёрная пешка · h6 чёрная пешка · b5 чёрная пешка · d5 белый ферзь · e5 чёрная пешка · f5 белая пешка · g5 чёрный слон · a4 чёрная ладья · e4 белая пешка · b3 белый конь · c3 белая пешка · h3 белая пешка · b2 белая пешка · g2 белая пешка · h2 белый король · a1 белая ладья · e1 белая ладья | 2 |
| 1 | c8 чёрная ладья · g8 чёрный король · f7 чёрная пешка · g7 чёрная пешка · a6 чёрный ферзь · d6 чёрная пешка · h6 чёрная пешка · b5 чёрная пешка · d5 белый ферзь · e5 чёрная пешка · f5 белая пешка · g5 чёрный слон · a4 чёрная ладья · e4 белая пешка · b3 белый конь · c3 белая пешка · h3 белая пешка · b2 белая пешка · g2 белая пешка · h2 белый король · a1 белая ладья · e1 белая ладья | c8 чёрная ладья · g8 чёрный король · f7 чёрная пешка · g7 чёрная пешка · a6 чёрный ферзь · d6 чёрная пешка · h6 чёрная пешка · b5 чёрная пешка · d5 белый ферзь · e5 чёрная пешка · f5 белая пешка · g5 чёрный слон · a4 чёрная ладья · e4 белая пешка · b3 белый конь · c3 белая пешка · h3 белая пешка · b2 белая пешка · g2 белая пешка · h2 белый король · a1 белая ладья · e1 белая ладья | c8 чёрная ладья · g8 чёрный король · f7 чёрная пешка · g7 чёрная пешка · a6 чёрный ферзь · d6 чёрная пешка · h6 чёрная пешка · b5 чёрная пешка · d5 белый ферзь · e5 чёрная пешка · f5 белая пешка · g5 чёрный слон · a4 чёрная ладья · e4 белая пешка · b3 белый конь · c3 белая пешка · h3 белая пешка · b2 белая пешка · g2 белая пешка · h2 белый король · a1 белая ладья · e1 белая ладья | c8 чёрная ладья · g8 чёрный король · f7 чёрная пешка · g7 чёрная пешка · a6 чёрный ферзь · d6 чёрная пешка · h6 чёрная пешка · b5 чёрная пешка · d5 белый ферзь · e5 чёрная пешка · f5 белая пешка · g5 чёрный слон · a4 чёрная ладья · e4 белая пешка · b3 белый конь · c3 белая пешка · h3 белая пешка · b2 белая пешка · g2 белая пешка · h2 белый король · a1 белая ладья · e1 белая ладья | c8 чёрная ладья · g8 чёрный король · f7 чёрная пешка · g7 чёрная пешка · a6 чёрный ферзь · d6 чёрная пешка · h6 чёрная пешка · b5 чёрная пешка · d5 белый ферзь · e5 чёрная пешка · f5 белая пешка · g5 чёрный слон · a4 чёрная ладья · e4 белая пешка · b3 белый конь · c3 белая пешка · h3 белая пешка · b2 белая пешка · g2 белая пешка · h2 белый король · a1 белая ладья · e1 белая ладья | c8 чёрная ладья · g8 чёрный король · f7 чёрная пешка · g7 чёрная пешка · a6 чёрный ферзь · d6 чёрная пешка · h6 чёрная пешка · b5 чёрная пешка · d5 белый ферзь · e5 чёрная пешка · f5 белая пешка · g5 чёрный слон · a4 чёрная ладья · e4 белая пешка · b3 белый конь · c3 белая пешка · h3 белая пешка · b2 белая пешка · g2 белая пешка · h2 белый король · a1 белая ладья · e1 белая ладья | c8 чёрная ладья · g8 чёрный король · f7 чёрная пешка · g7 чёрная пешка · a6 чёрный ферзь · d6 чёрная пешка · h6 чёрная пешка · b5 чёрная пешка · d5 белый ферзь · e5 чёрная пешка · f5 белая пешка · g5 чёрный слон · a4 чёрная ладья · e4 белая пешка · b3 белый конь · c3 белая пешка · h3 белая пешка · b2 белая пешка · g2 белая пешка · h2 белый король · a1 белая ладья · e1 белая ладья | c8 чёрная ладья · g8 чёрный король · f7 чёрная пешка · g7 чёрная пешка · a6 чёрный ферзь · d6 чёрная пешка · h6 чёрная пешка · b5 чёрная пешка · d5 белый ферзь · e5 чёрная пешка · f5 белая пешка · g5 чёрный слон · a4 чёрная ладья · e4 белая пешка · b3 белый конь · c3 белая пешка · h3 белая пешка · b2 белая пешка · g2 белая пешка · h2 белый король · a1 белая ладья · e1 белая ладья | 1 |
|   | a | b | c | d | e | f | g | h |   |

Окончание партии Унцикер — Фишер — характерный пример переноса угрозы с одного фланга на другой.
До сих пор борьба велась главным образом на ферзевом фланге, но стоило белым сделать неосторожное ослабление в пешечном прикрытии своего короля,
 24. g3?
как чёрные незамедлительно начали создавать угрозы на королевском фланге.
 24... Фa7!
 25. Kpg2 Лa2 
 26. Kpf1 Л:с3!
 0 : 1
От угрозы 27... Лf3 нет подходящей защиты: 26. bc Фf2# или 26. Л:а2 Лf3 27. Кре2 Лf2+ 28. Kpd3 Ф:а2 с разгромом. 